# DF-ZF
El DF-ZF es un vehículo de planeo hipersónico (HGV) chino, anteriormente denominado por el Pentágono como WU-14 y actualmente oficialmente operativo el 1 de octubre de 2019, en el 70 aniversario de la República Popular China. El DF-ZF está diseñado para montarse en un DF-17, un tipo de misil balístico diseñado específicamente para transportar vehículos pesados.

## Pruebas
El DF-ZF, designado por Estados Unidos como WU-14, es un vehículo portador de misiles hipersónicos que ha sido probado en vuelo por China siete veces, el 9 de enero, el 7 de agosto y el 2 de diciembre de 2014; 7 de junio y 27 de noviembre de 2015; en abril de 2016 y dos veces en noviembre de 2017. El sistema está operativo a partir de 2019.
El Ministerio de Defensa Chino confirmó su prueba de enero de 2014 y dijo que era de naturaleza "científica", aunque fue ampliamente vista como parte de un fortalecimiento militar chino más amplio.  Las siete pruebas realizadas por China hasta ahora concluyeron con éxito según funcionarios estadounidenses citados en The Washington Free Beacon. Todos los lanzamientos de prueba se realizaron en el Centro de Lanzamiento de Satélites de Taiyuan en la provincia de Shanxi, el principal centro de pruebas de misiles de largo alcance para el Ejército Popular de Liberación.